# Grodzieszowice
Grodzieszowice (deutsch Graduschwitz, 1937–1945 Grasau) ist ein Dorf in Niederschlesien. Der Ort liegt in der Landgemeinde Domaniów im Powiat Oławski in der polnischen Woiwodschaft Niederschlesien.

## Geographie

### Geographische Lage
Das Angerdorf Grodzieszowice liegt sechs Kilometer südlich vom Gemeindesitz Domaniów (Thomaskirch), etwa zwanzig südwestlich von der Kreisstadt Oława (Ohlau) und rund 35 Kilometer südlich der Woiwodschaftshauptstadt Breslau. Der Ort liegt in der Nizina Śląska (Schlesische Tiefebene) innerhalb der Równina Wrocławska (Breslauer Ebene). Nordöstlich des Ortes verläuft die Autostrada A4.

### Nachbarorte
Nachbarorte von Grodzieszowice sind im Südosten Wawrzęcice (Lorzendorf) und im Nordwesten Kojęcin (Baumgarten).

## Geschichte
Der Ort wurde 1155 erstmals als Grogesseuici erwähnt. Weitere Erwähnungen erfolgten 1245 als Grodesouice, 1335 als Grozeschwicz sowie 1352 als Groszossewicz.
Nach dem Ersten Schlesischen Krieg 1742 fiel Graduschwitz zusammen mit dem größten Teil Schlesiens an Preußen. 1783 zählte der Ort sechs Bauern- und neun andere Stellen sowie 94 Einwohner.
Nach der Neugliederung Preußens gehörte die Landgemeinde Graduschwitz ab 1815 zur Provinz Schlesien und war ab 1816 dem Landkreis Ohlau eingegliedert. 1874 wurde der Amtsbezirk Lorzendorf gegründet, welcher die Landgemeinden Brosewitz, Chursangwitz, Graduschwitz und Lorzendorf und die Gutsbezirken Chursangwitz und Lorzendorf umfasste. 1885 zählte der Ort 159 Einwohner.
1933 zählte Graduschwitz 144 Einwohner. Am 10. Dezember 1937 wurde der Ortsname in Grasau umbenannt. 1939 lebten 162 Menschen in Grasau. Bis 1945 befand sich der Ort im Landkreis Ohlau.
Als Folge des Zweiten Weltkriegs fiel Grasau wie fast ganz Schlesien 1945 an Polen, wurde in Grodzieszowice umbenannt und der Woiwodschaft Breslau angegliedert. Die deutsche Bevölkerung wurde, soweit sie nicht vorher geflohen war, weitgehend vertrieben. Die neu angesiedelten Bewohner waren zum Teil Heimatvertriebene aus Ostpolen. 1999 kam der Ort zum Powiat Oławski in der Woiwodschaft Niederschlesien.

## Sehenswürdigkeiten
- Steinerne Wegekapelle